# Grove City (Ohio)
Grove City – miasto w Stanach Zjednoczonych, w stanie Ohio. Stanowi południowe przedmieście stanowej stolicy, Columbus. Liczba mieszkańców w 2000 roku wynosiła 27 651.